# Shigeo Itō
Shigeo Itō ( 伊藤 繁雄, né le 21 janvier 1945 à Shinnan'yō (en), maintenant Shūnan) est un pongiste japonais, champion du monde en simple 1969 et par équipes la même année.
Il a remporté les jeux asiatiques en double en 1967 et 1970 et en double mixte en 1968.